# Liparis pandaneti
Liparis pandaneti är en orkidéart som beskrevs av Johannes Jacobus Smith. Liparis pandaneti ingår i släktet gulyxnen, och familjen orkidéer. Inga underarter finns listade i Catalogue of Life.